# Eustachius von Knobelsdorff
Eustachius von Knobelsdorff, auch: Eustathius (* 14. März 1519 in Heilsberg; † 11. Juni 1571 in Breslau), Domherr zu Frauenburg/Ostpreußen und Breslau, 1548 comes palatinus (päpstlicher  Hofpfalzgraf) und  eques auratus (Ritter vom güldenen Sporn, päpstlicher Kammerherr), Administrator der kath. Kirche von Ermland, Offizial (geistlicher Richter) von Schlesien und deutscher neulateinischer Lyriker und Epiker.

## Leben
Als Sohn des Bürgermeisters von Heilsberg Georg von Knobelsdorff (studierte 1502 in Krakau, gest. 1544, verh. mit Anna von Schoniohan, gest. um 1571) geboren, stammte er aus Meißner uradlichem Geschlecht, das u. a. in Ostpreußen angesiedelten war. Nachdem er 1533 das Gymnasium in Kulm besucht hatte, bezieht er 1536 die Universität Frankfurt (Oder) und begibt sich im Anschluss auf eine Bildungsreise, die ihn an die Universität Wittenberg, an die Universität Leipzig, an die Universität Löwen, an die Universität Paris und an die Universität Orléans führt.
1544 ist er als Domherr an der Kathedrale Mariä Himmelfahrt und St. Andreas von Frauenburg tätig, wechselt 1556 nach Breslau, wo er dem dortigen Bischof aushalf. Trotz aller Sympathie für die Meinung Philipp Melanchthons, blieb er theologisch, vor allem von seinem Ziehvater Johannes Dantiscus beeinflusst, der katholischen Kirche treu. Von seinem Schaffenswerk ist nur noch wenig überliefert. Er wendet sich darin gegen die drohende Türkengefahr und beschreibt Paris in seiner Zeit.
Am 17. Mai 1548 wird er von Papst Paul III. zum comes palatinus ernannt. Die große, prächtige Urkunde (heute im Archiv der Familie von Knobelsdorff) zeigt oben links das königliche Wappen des Sigismund II. August von Polen, in der Mitte das Wappen des Papstes Paul III. und rechts das Knobelsdorff-Wappen des Eustachius.
Sein Epitaph befand sich im Dom von Breslau (Kriegsverlust).

## Werke
- Carmen paraeneticum
- Eligia de bello Turicico. Wittenberg 1539
- Lutetiae Parisiorum descriptio, elegiaco carmine. Paris 1543
- Lovanii descriptio, elcgiaco carmine. Löwen 1542
- Reverendissimi … Joannis Dantisci epicedium. Danzig 1548
- Divi Poloniae Regis Sigismundi I. epicacdion. Krakau 1548
- Ecclesia catholica afflicta. Neiße 1557